# 1319
| 1319               |
| ------------------ |
| Dødsfald - Fødsler |
|                    |

| Gregoriansk kalender | 1319 MCCCXIX            |
| Ab urbe condita      | 2072                    |
| Armensk kalender     | 768 ԹՎ ՉԿԸ              |
| Kinesiske kalender   | 4015 – 4016 戊午 – 己未 |
| Etiopisk kalender    | 1311 – 1312             |
| Jødisk kalender      | 5079 – 5080             |
| Hindukalendere       |                         |
| - Vikram Samvat      | 1374 – 1375             |
| - Shaka Samvat       | 1241 – 1242             |
| - Kali Yuga          | 4420 – 4421             |
| Iransk kalender      | 697 – 698               |
| Islamisk kalender    | 719 – 720               |

Konge i Danmark: Erik 6. Menved 1286-1319

## Begivenheder
- 28. juni - Norge indgår en personalunion med Sverige

## Dødsfald
- 13. november – Erik 6. Menved, dansk konge (født 1274).